# إيوينغ يونغ
إيوينغ يونغ (بالإنجليزية: Ewing Young)‏ هو مستكشف أمريكي، ولد في 1799 في تينيسي في الولايات المتحدة، وتوفي في 9 فبراير 1841 في أوريغون في الولايات المتحدة.